# Polosendvičové sloučeniny
Polosendvičové sloučeniny jsou organokovové komplexy, které obsahují cyklické polyhapto-ligandy navázané na MLn centra (kde L je monodentátní ligand).
Jako příklady lze uvést trikarbonyl (cyklobutadien)železa a (C5H5)TiCl3; ke komerčně úspěšným sloučeninám patří dikarbonyl cyklopentadienylkobaltu, (C5H5)Co(CO)2, používaný při syntézách substituovaných pyridinů, a trikarbonyl methylcyklopentadienylmanganu, aditivum do benzínu sloužící k omezování detonačního spalování.

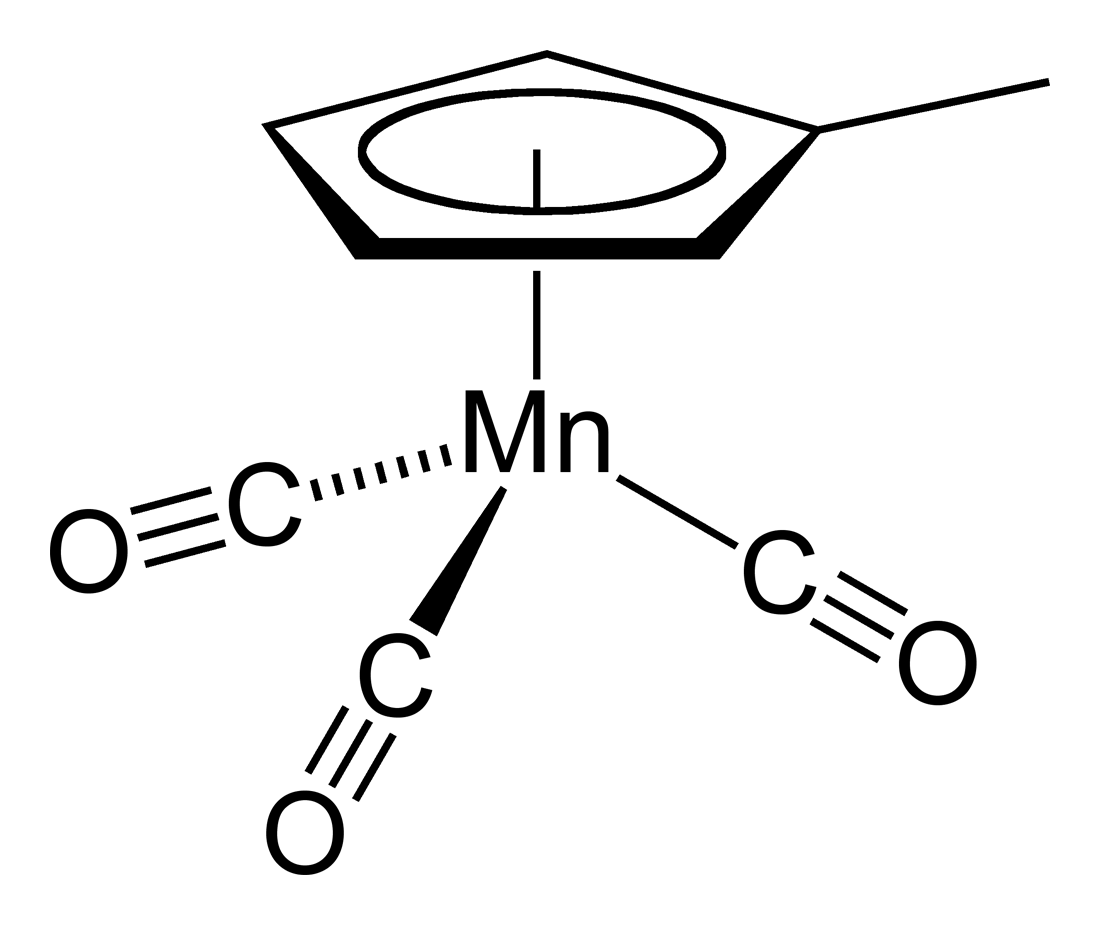
MMT, sloučenina používaná k omezování detonačního spalování
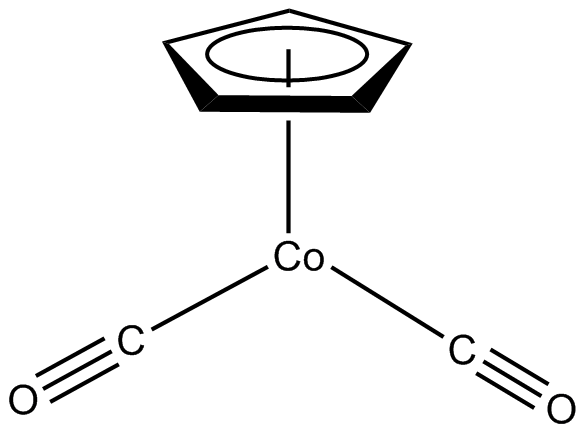
CpCo(CO)2 slouží jako katalyzátor při syntéze pyridinů.
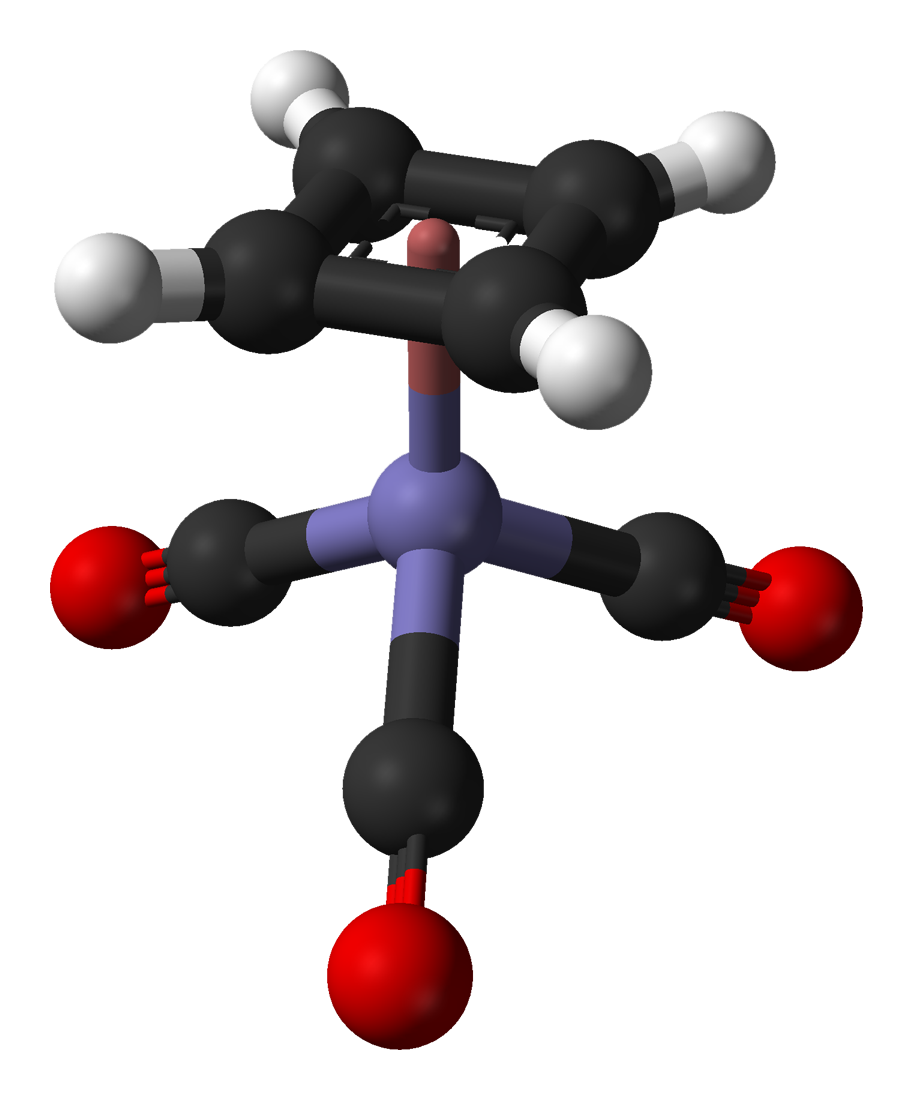
(C4H4)Fe(CO)3
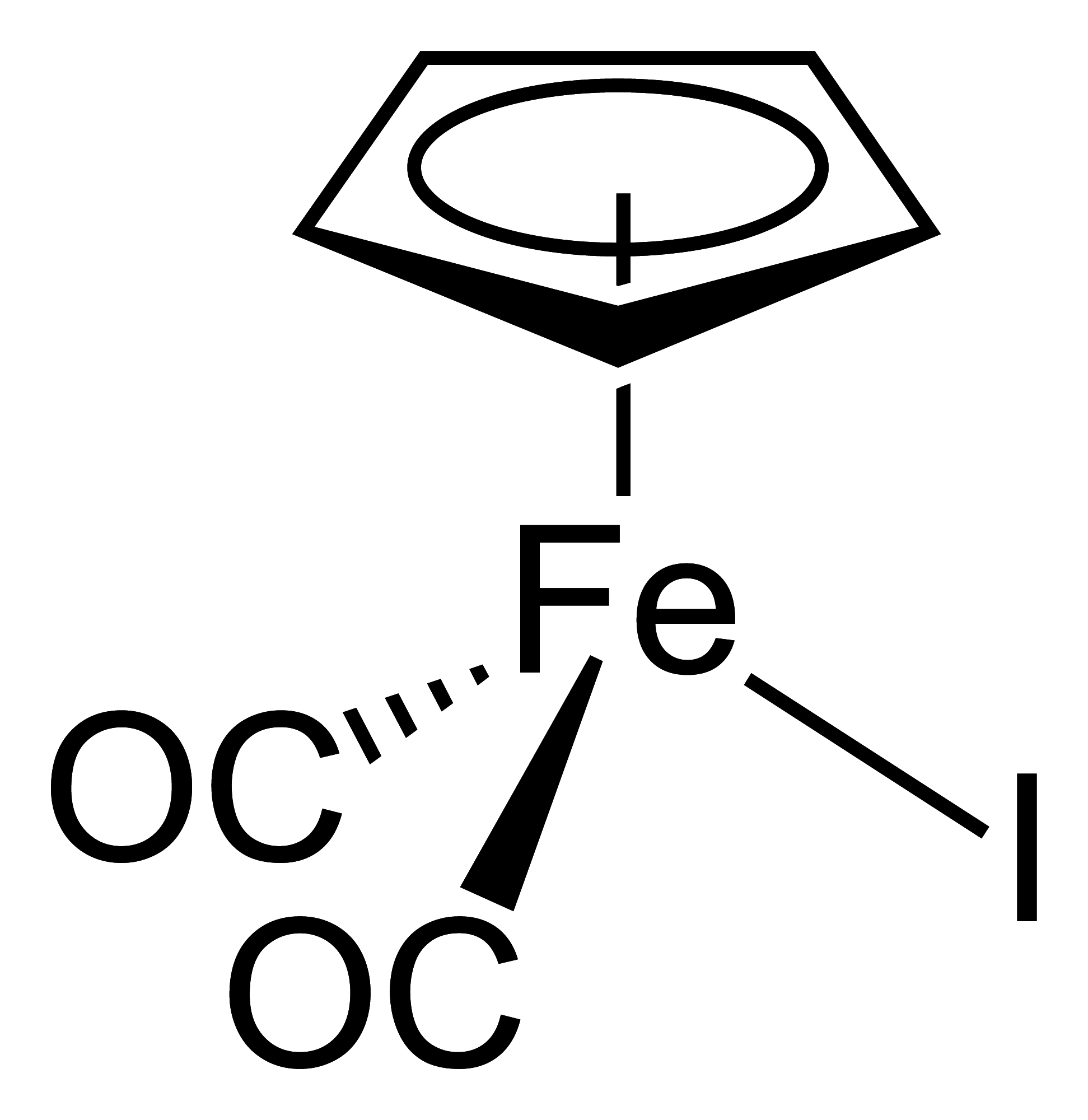
CpFe(CO)2I, příklad asymetrického polosendvičového komplexu
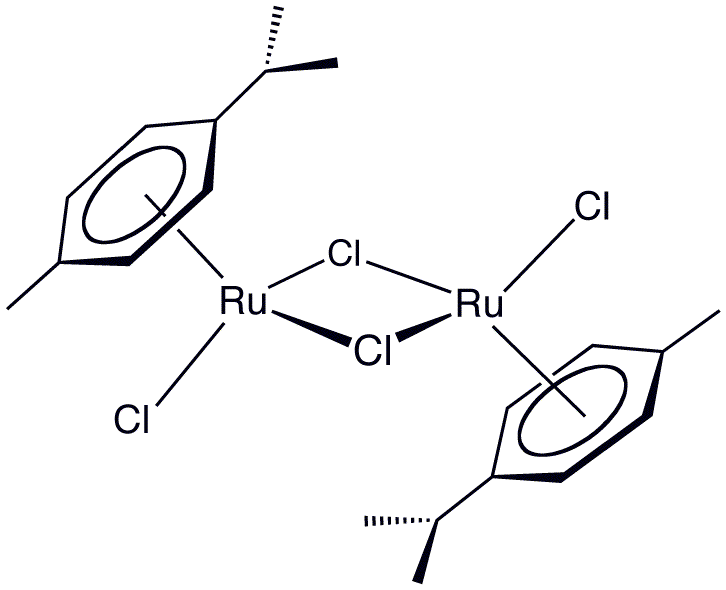
Dirutheniumcymen snadno reaguje s ligandy za tvorbvy monoRu polosendvičových sloučenin.
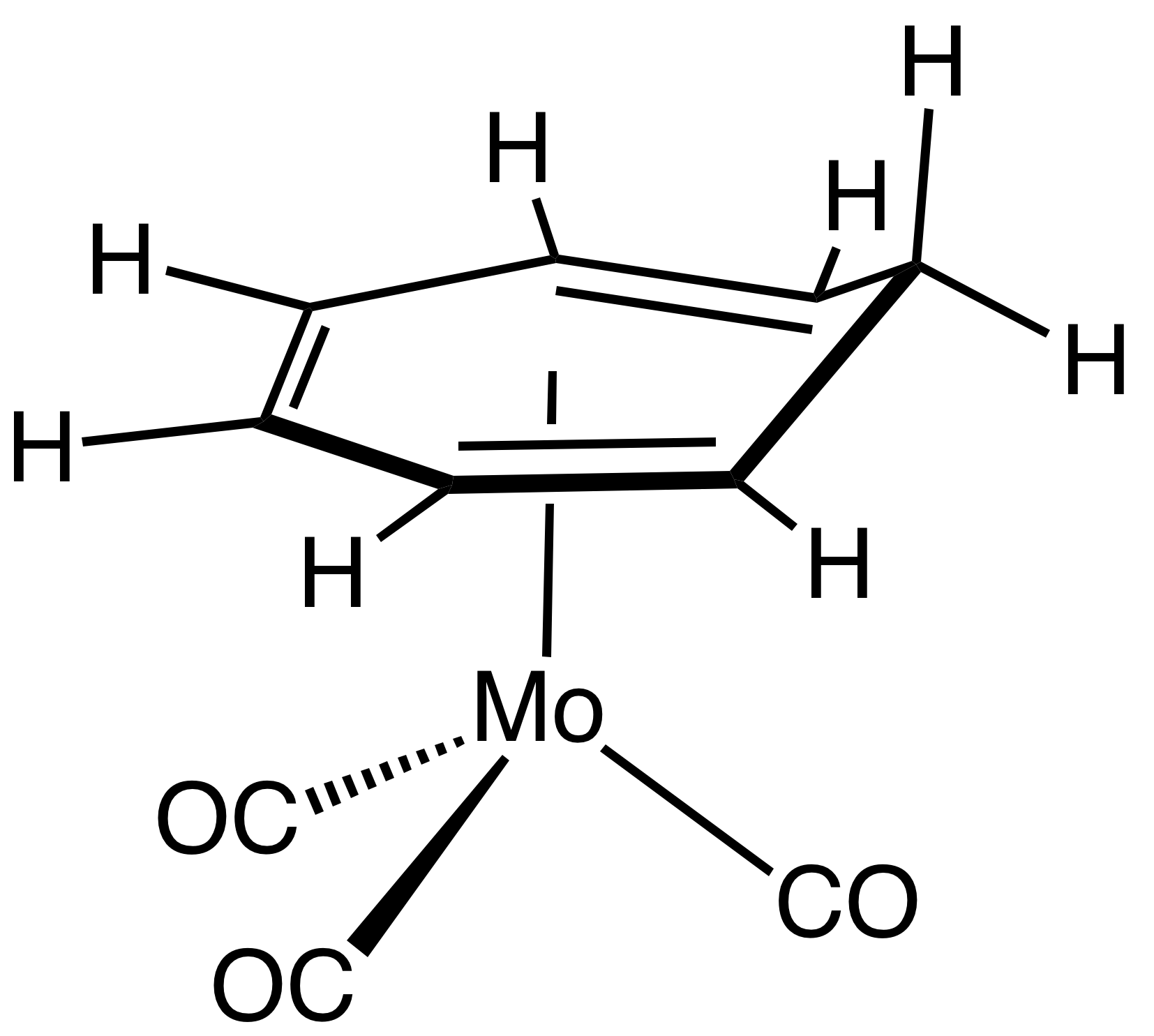
Trikarbonyl cykloheptatrienmolybdenu
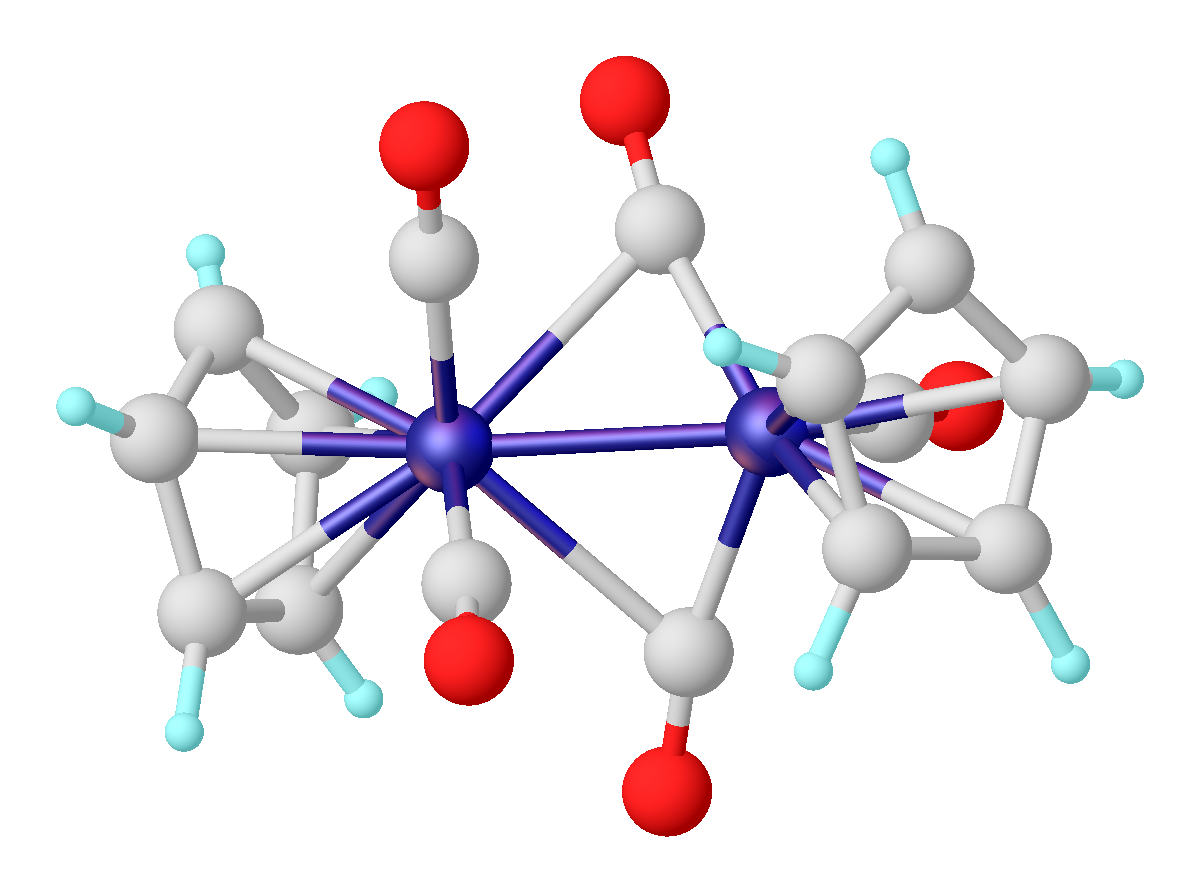
Cp2V2(CO)5 má dvojici polomůstkových CO ligandů.

## (η5-C5H5) komplexy
Polosendvičové komplexy cyklopentadienylových ligandů jsou časté; patří sem mimo jiné (η5-C5H5)V(CO)4, (η5-C5H5)Cr(CO)3H, (η5-CH3C5H4)Mn(CO)3, (η5-C5H5)Cr(CO)3H, [(η5-C5H5)Fe(CO)3]+, (η5-C5H5)V(CO)4I, (η5-C5H5)Ru(NCMe) +
3  a (η5-C5H5)Co(CO)2. Objemné cyklopentadienylové ligandy, jako 1,2,4-C5H2(tert-Bu)3− vytváří neobvyklé polosendvičové komplexy.

## (η6-C6H6) komplexy

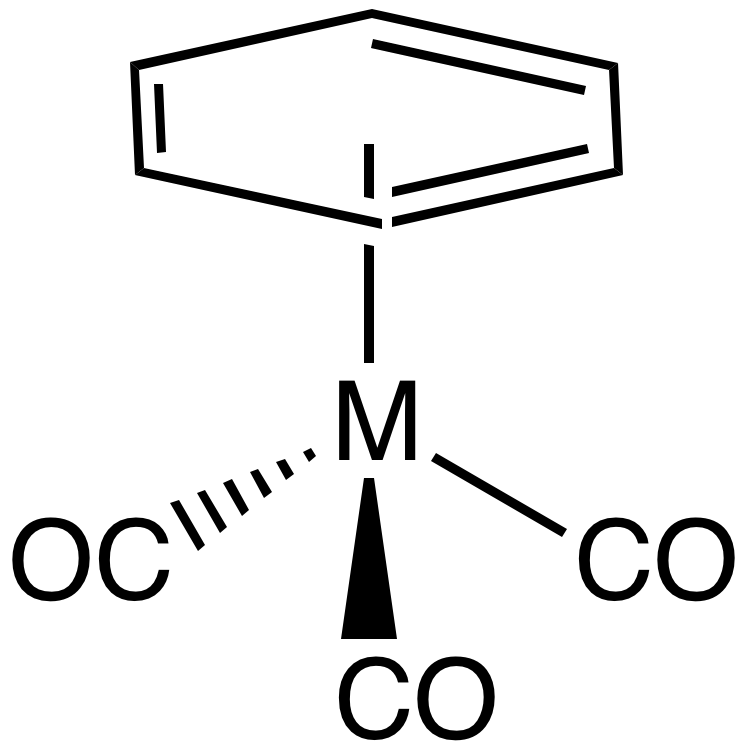

Komplexy typu (η6-C6H6) mají obecnou strukturu v podobě (η6-C6H6)ML3 (M = Cr, Mo, W, Mn+, Re+ a L = obvykle CO). (η6-C6H6) komplexy jsou stabilní a 18elektronové a mají řadu chemických i materiálových využití. První studie (η6-C6H6)Cr(CO)3 provedli G. Natta, R. Ercoli a F. Calderazzo, a Ernst Otto Fischer, a jejich krystalovou strukturu zjistili P. Corradini a G. Allegra v roce 1959. Data z rentgenové krystalografie naznačují, že rovina benzen ového kruhu je téměř rovnoběžná s rovinou určenou atomy kyslíku karbonylových ligandů, struktura tak připomíná benzenové sedlo uložené mezi trojicí karbonylů napijených na atom kovu.

### Cr+a Mn+(η6-C6H6) komplexy
Komplexy typu (η6-C6H6)M(CO)3 se obvykle připravují zahříváním odpovídajících karbonylů s benzenem, lze ovšem použít i karbonylace bis(arenových) sendvičových sloučenin, například (η6-C6H6)2M pomocí těchto karbonylů. Druhý uvedený způsob bývá výhodnější u arenových ligandů obsahujících tepelně nestálé substituenty.

#### Reaktivita (η6-C6H6)Cr(CO)3
Benzenový ligand v (η6-C6H6)Cr(CO)3Mi může být deprotonován, například s organolithnými sloučeninami se vytváří adukty obsahující cyklohexadienylové ligandy. Následnou oxidací komplexu se uvolní substituovaný benzen. Oxidace atomu chromu jodem a jeho sloučeninami může vyvolat výměnu arenových ligandů; chromjodidové meziprodukty ovšem nejsou dobře popsány.
Na (η6-C6H6)Cr(CO)3 může probíhat cine i tele nukleofilní aromatická substituce. K procesům tohoto typu patří například reakce (η6-C6H6)Cr(CO)3 s alkyllithnými činidly. Následné působení kyseliny vede k navázání nukleofilu na benzenový kruh do polohy ortho (cine), meta nebo para (tele) vzhledem k ipso uhlíku.
Vzhledem ke své zvýšené kyselosti může být benzenový ligand lithiován n-butyllithiem. Vzniklá organolithná sloučenina může fungovat jako nukleofil v řadě reakcí, například s trimethylsilylchloridem:
(η6-C6H6)Cr(CO)3 je využitelný jako katalyzátor hydrogenací 1,3-dienů. Alkenový produkt se vytváří 1,4-adicí vodíku. Komplex nehydrogenuje osamělé dvojné vazby.
Namísto benzenu lze použít řadu dalších arenových ligandů. Výměnu ligandů (a tak i samotnou reakci) lze vylepšit slabě koordinujícími ligandy. (η6-C6H6)M(CO)3 komplexy se dají zabudovat do pórovitých materiálů s velkým povrchem.
(η6-C6H6)M(CO)3 komplexy slouží jako modely interakcí karbonylů kovů s grafenem a uhlíkovými nanotrubicemi. Přítomnost M(CO)3 na π-síťových materiálech zlepšuje jejich elektrickou vodivost.

#### Reaktivita [(η6-C6H6)Mn(CO)3]+
Trikarbonylové polosendvičové komplexy Mn+ a Re+ jsou kationtové a dobře tak reagují s nukleofily. Po provedení nukleofilní adice lze aren oddělit od kovu.

### (η6-C6H6)Ru komplexy
Polosendvičové komplexy RuII, jako je například dimer (cymen)rutheniumdichloridu, se zkoumají jako katalyzátory transferových hydrogenací. Tyto komplexy mají tři koordinační místa, která mohou být substituována, arenový ligand je pevně vázán a chrání kov před oxidací na RuIII. Připravují se reakcemi chloridu ruthenitého s deriváty cyklohexa-1,3-dienu.
Také se zkoumá jejich možné využití při léčbě nádorů.
Dimer (benzen)rutheniumdichloridu, (η6-C6H6)RuCl2, může lehce vyměnit ligand prostřednictvím štěpení chloridových můstků, díky čemuž je tento komplex užitečným prekurzorem ruthenatých polosendvičových sloučenin.